# Nathan T. Hopkins

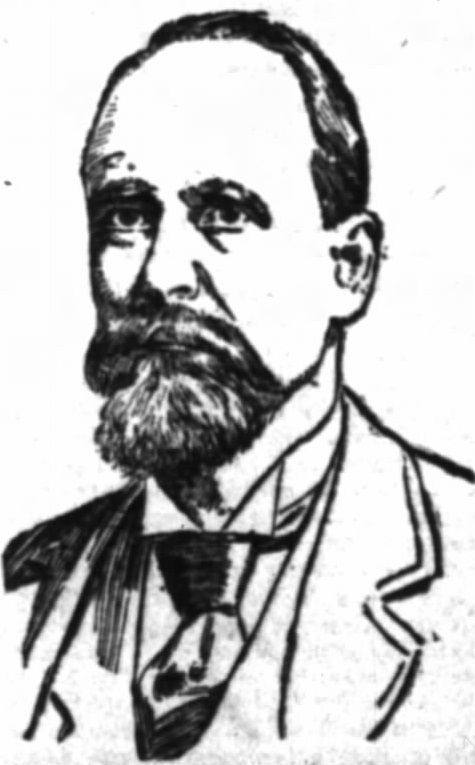
Nathan Thomas Hopkins (1852–1927)

Nathan Thomas Hopkins (* 27. Oktober 1852 im Ashe County, North Carolina; † 11. Februar 1927 in Pikeville, Kentucky) war ein US-amerikanischer Politiker. Im Jahr 1897 vertrat er den Bundesstaat Kentucky im US-Repräsentantenhaus.

## Werdegang
Nathan Hopkins wurde in North Carolina geboren und kam schon bald in das Pike County in Kentucky. Dort besuchte er die öffentlichen Schulen. Danach begann er in der Landwirtschaft zu arbeiten. 1876 wurde er zum Geistlichen der Baptistenkirche ordiniert. In dieser Kirche war er über 50 Jahre lang tätig. In den Jahren 1878 bis 1890 war er außerdem Steuereinnehmer im Floyd County. Politisch wurde Hopkins Mitglied der Republikanischen Partei. In den Jahren 1893 und 1894 war er Abgeordneter im Repräsentantenhaus von Kentucky. Dorthin sollte er zwischen 1923 und 1924 noch einmal zurückkehren.
Bei den Kongresswahlen des Jahres 1894 unterlag er als republikanischer Kandidat im zehnten Wahlbezirk von Kentucky dem Demokraten Joseph M. Kendall. Hopkins legte aber gegen den Ausgang der Wahl Widerspruch ein. Diesem wurde am 18. Februar 1897, drei Wochen vor dem Ende der Legislaturperiode am 3. März 1897, stattgegeben. Damit konnte er nur diese wenigen Tage im Kongress verbleiben. Nach seiner kurzen Zeit im US-Repräsentantenhaus nahm Hopkins seine früheren Tätigkeiten wieder auf. In der Nähe von Yeager arbeitete er in der Landwirtschaft. Nathan Hopkins starb am 11. Februar 1927 in Pikeville und wurde in Yeager beigesetzt.